# 下站街道
下站街道，是中国山西省阳泉市城区下辖的一个乡级行政区单位。

## 行政区划
下站街道下辖以下地区：
太上街社区、兴隆街社区、新市街社区、河边街社区、东营盘社区和官坊街社区。